# برنارد اچ۱۱۰
برنارد اچ۱۱۰ (به انگلیسی: Bernard_H_110) یک هواگرد ملخ‌پیشین تک‌موتوره از نوع هواپیمای آب‌نشین دارای ارابه فرود هواپیمای جنگنده ساخت شرکت Société des Avions Bernard (S.A.B.) است. هواگرد برنارد اچ۱۱۰ نخستین پروازش را در ژوئن ۱۹۳۵ میلادی انجام داد. در مجموع، تعداد ۱ فروند از این هواگرد ساخته شده‌است.